# Edward Asselbergs
Pour les articles homonymes, voir Asselbergs.
Edward Anton Maria Asselbergs (né en 1927 et mort en juin 1996) est un chercheur en chimie alimentaire canadien connu pour avoir inventé un procédé moderne de fabrication de purée instantanée en flocons.
Originaire des Pays-Bas, où il a grandi et obtenu son diplôme de premier cycle, il émigra au Canada avec sa famille pendant la Seconde Guerre mondiale. Il obtint ensuite une maîtrise à l'université de Guelph et à l'université de Toronto, et un doctorat à l'université Cornell. Sa thèse de 1955 portait sur des « études sur la synthèse de l'acide ascorbique dans les feuilles de pommier » (Cornell : 1955, 304 pages). Un article tiré de cette thèse a été publié en 1957 dans la revue Plant Physiology.

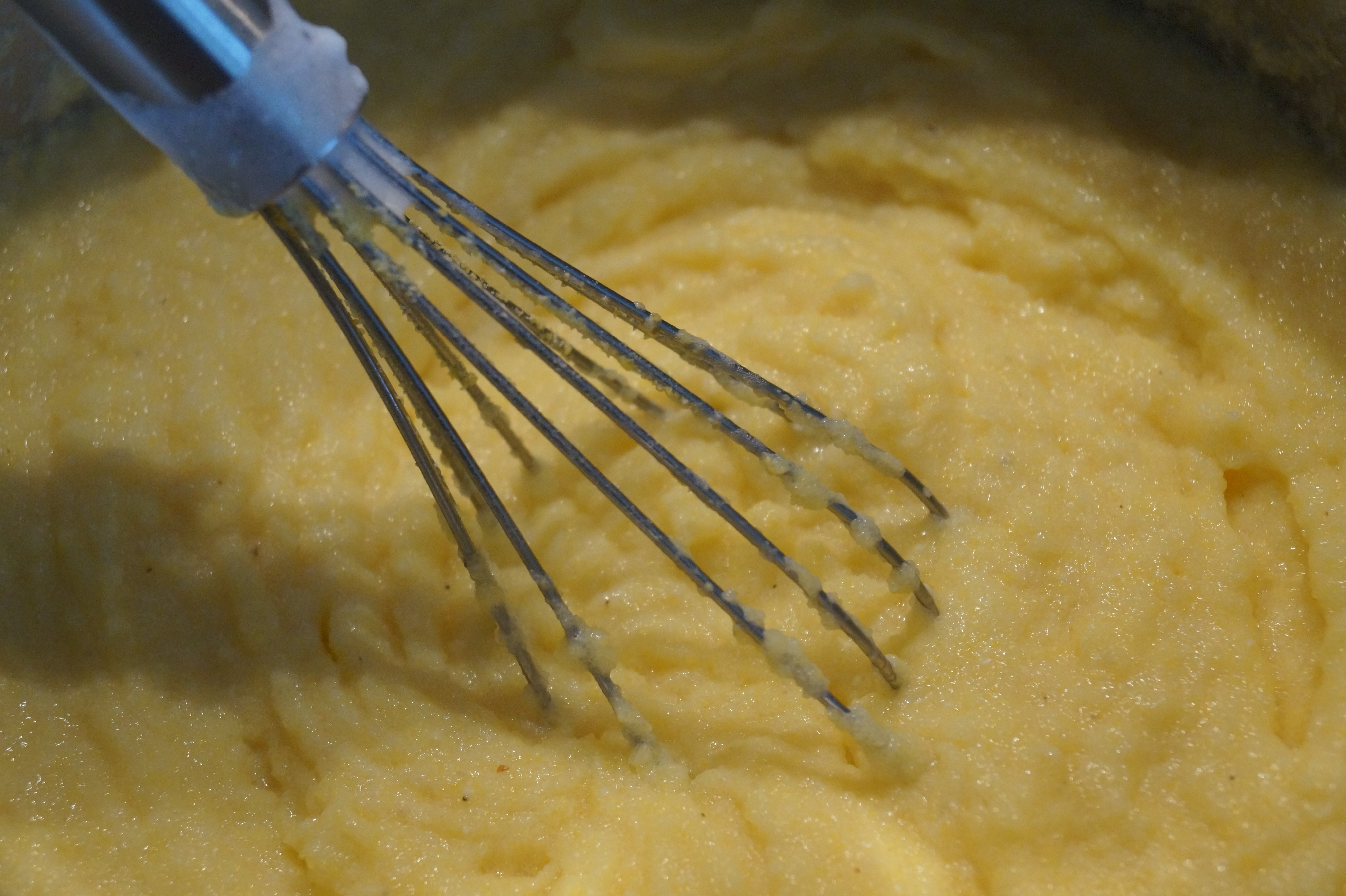
Purée de pommes de terre instantanée.

En 1960, alors qu'il travaillait pour le ministère de l'Agriculture du Canada à Ottawa, il mit au point un procédé de fabrication de flocons de pommes de terre pour la purée instantanée et déposa un brevet sur ce procédé (brevet canadien no 3260607, juillet 1966). Le produit fut mis sur le marché en 1962. Une autre de ses inventions portait sur un pèle-pomme à infrarouge.
Il travailla par la suite pour l'organisation des Nations unies pour l'alimentation et l'agriculture (FAO). Il s'installa en Italie et devint le chef de la division technique de la FAO qui joua un rôle important dans la Révolution verte. Il prit sa retraite en 1985.